# Questione francescana
L'espressione questione francescana si riferisce agli studi filologici e storiografici, condotti in particolare sui documenti del XIII secolo, volti a ricostruire nel modo più attendibile possibile la vicenda storica di Francesco d'Assisi.